# Split (film)
Split is een Amerikaanse psychologische thrillerfilm uit 2016, geschreven en geregisseerd door M. Night Shyamalan. De film ging op 26 september in première op het Austin Fantastic Fest.

## Verhaal
Kevin (James McAvoy) heeft 23 persoonlijkheden die door zijn psychiater dr. Fletcher ontdekt zijn. Een 24ste persoonlijkheid heeft zich ontwikkeld en staat op het punt alle andere over te nemen. Op een dag ontvoert Kevin drie meisjes. Niet enkel de meisjes, maar ook de andere 23 persoonlijkheden moeten een gevecht aangaan met Kevins nieuwe persoonlijkheid om te overleven.

## Rolverdeling
| Acteur              | Personage           |
| ------------------- | ------------------- |
| James McAvoy        | Kevin Wendell Crumb |
| Anya Taylor-Joy     | Casey Cooke         |
| Haley Lu Richardson | Claire Benoit       |
| Jessica Sula        | Marcia              |
| Betty Buckley       | Dr. Fletcher        |
| Izzie Coffey        | Casey (5 jr.)       |
| Sebastian Arcelus   | Casey's vader       |
| Brad William Henke  | Oom John            |
| Neal Huff           | Mr. Benoit          |